# Stapleton (Nebraska)
Stapleton – wieś w Stanach Zjednoczonych, w stanie Nebraska, siedziba administracyjna hrabstwa Logan.